# Hannah Grace
Hannah Vivian-Byrne, művésznevén Hannah Grace (Bridgend, Egyesült Királyság, 1993. június 4. –) walesi énekes-dalszerző. Első, Remedy című stúdióalbuma 2020. november 20-án jelent meg.

## Élete és pályafutása
A Royal Welsh College of Music & Drama dzsesszénekes szakán tanult; pályafutását Aretha Franklin, Steve Nicks, Eva Cassidy, Joni Mitchell és Ella Fitzgerald inspirálták. Tanulmányai idején a feltörekvő walesi zenészeket támogató BBC Cymru Wales Horizons munkatársa lett, felvételeit a londoni Maida Vale Studiosban rögzítette.
2013-ban fellépett a Gabrielle Aplin English Rain albumát bemutató koncerteken, majd Aplin kiadójával, a Never Fade Recordsszal szerződött. Meant to Be Kind középlemeze 2014. július 28-án jelent meg; a Broke című dal az iTuneson a hét kislemeze lett. Az albumon közreműködött Luke Potashnick, akivel később is együtt dolgoztak. Mustang középlemeze 2016. július 15-én jelent meg; Dermot O’Leary meghívására a BBC Radio 2 műsorában több dalt is előadott, majd ugyanitt mutatta be Aplinnel közös karácsonyi albumát, a Decembert.
Aplin mellett Hozier, Jess Glynne, Orla Gartland, Seal, a Hudson Taylor, a Train és Barbra Streisand koncertjein is fellépett. A BBC Radio 2 több dalát is játszotta, valamint számait a BBC Radio Walesen is bemutatta.
2017-ben Lady Gaga Twitterén újraközölt egy videót, ahol Grace szupersztárnak nevezte. A Fatboy Slim Praise You-jának feldolgozását több reklámban és televíziós műsorban is felhasználták, az Egyesült Királyságban több mint hatvanezer példányt adtak el belőle.
A The Bed You Made középlemezének dalait Martin Luke Brownnal írta, de szerepelnek rajta Laura White, Jessica Sharman és Gabrielle Aplin által írt számok is. 2020-ban hat kislemeze jelent meg, júliusban pedig bejelentette a november 20-án megjelent Remedy stúdióalbumát, amit összesen több mint hétmilliószor hallgattak meg.
2020-ban segítette a Virgin Money feltörekvő művészeket támogató programja.

## Diszkográfia

### Stúdióalbum
| Cím    | Részletek                                                                                    |
| ------ | -------------------------------------------------------------------------------------------- |
| Remedy | - Megjelent: 2020. november 20. - Kiadó: Never Fade Records - Formátum: digitális, streaming |

### Középlemezek
| Cím                           | Részletek                                                                           |
| ----------------------------- | ----------------------------------------------------------------------------------- |
| Meant to Be Kind              | - Megjelent: 2014. július 28. - Kiadó: Never Fade Records - Formátum: digitális     |
| Mustang                       | - Megjelent: 2016. július 15. - Kiadó: Never Fade Records - Formátum: digitális     |
| Praise You                    | - Megjelent: 2016. július 15. - Kiadó: Never Fade Records/BMG - Formátum: digitális |
| December (Gabrielle Aplinnel) | - Megjelent. 2018. december 8. - Kiadó: Never Fade Records - Formátum: digitális    |
| The Bed You Make              | - Megjelent: 2019. március 15. - Kiadó: Never Fade Records - Formátum: digitális    |

## Fordítás
- Ez a szócikk részben vagy egészben  a   Hannah Grace című angol Wikipédia-szócikk ezen változatának fordításán alapul.  Az eredeti cikk szerkesztőit annak laptörténete sorolja fel. Ez a jelzés csupán a megfogalmazás eredetét és a szerzői jogokat jelzi, nem szolgál a cikkben szereplő információk forrásmegjelöléseként.